# Список арабських прапорів

Карта прапора арабського світу.

Прапори арабських країн, територій і організацій зазвичай містять зелений колір, який є символом ісламу, а також знаком чистоти, родючості та миру. Загальні кольори арабських прапорів - панарабські (червоний, чорний, білий і зелений); загальні символи включають зірки, півмісяці та шахаду.

## Арабські національні прапори
| Прапор | Тривалість   | Використання                         | Опис |
| ------ | ------------ | ------------------------------------ | --- |
|        | 1962–дотепер | Прапор Алжиру                        | Дві вертикальні зелена та білі смуги і червоний півмісяць, що оточує червону п'ятипроменеву зірку в центрі, в межах лінії розділення. |
|        | 2002–дотепер | Прапор Бахрейну                      | Червоне поле з білою зубчастою смугою з п'ятьма зигзагами збоку древка. |
|        | 2002–дотепер | Прапор Коморських островів           | Чотири горизонтальні смуги жовтого, білого, червоного та синього кольорів і зелений рівнобедрений трикутник розташовані на стороні древка, на якому зображено білий вертикальний півмісяць, опукла сторона якого звернена до древка, а в центрі — чотири маленькі білі п'ятипроменеві зірки, розташовані вертикально на лінії між точками півмісяця.                                                          |
|        | 1977–дотепер | Прапор Джибуті                       | Зелений і синій прямокутники та один трикутник і одна червона зірка. |
|        | 1984–дотепер | Прапор Єгипту                        | Три горизонтальні червоні, білі та чорні смуги та державний герб золотого кольору в центрі білої смуги. |
|        | 2008–дотепер | Прапор Іраку                         | Три горизонтальні червоні, білі та чорні смуги, такбір написаний куфічним зеленим письмом у центрі білої смуги. Такбір написано: «АЛЛАХУ АКБАР» (арабською мовою «БОГ Є НАЙВЕЛИЧНІШИЙ»). |
|        | 1928–дотепер | Прапор Йорданії                      | Три горизонтальні смуги чорного, білого та зеленого кольорів і червоний рівнобедрений трикутник розташовані на підйомній стороні з маленькою білою семипроменевою зіркою в центрі |
|        | 1961–дотепер | Прапор Кувейту                       | Три горизонтальні смуги зеленого, білого та червоного кольорів і чорна трапеція розташовані на боці древка. |
|        | 1943–дотепер | Прапор Лівану                        | Три горизонтальні смуги червоного, білого (подвійної ширини) і червоного кольору та зелене кедрове дерево в центрі білої смуги. |
|        | 2011–дотепер | Прапор Лівії                         | Три горизонтальні смуги червоного, чорного (подвійної ширини) і зеленого кольорів і білий півмісяць та п'ятипроменева зірка в центрі чорної смуги. |
|        | 2017–дотепер | Прапор Мавританії                    | Зелене поле із золотою п'ятипроменевою зіркою та золотим горизонтальним півмісяцем закритою стороною донизу, у центрі між двома червоними горизонтальними смугами на верхньому та нижньому краях прапора. |
|        | 1915–дотепер | Прапор Марокко                       | Червоне поле з Печаткою Соломона - зелена пентаграма, п'ятипроменева лінійна зірка, в центрі. |
|        | 1970–дотепер | Прапор Оману                         | Три горизонтальні смуги білого, червоного та зеленого кольорів, а також червона вертикальна смуга розташована на боці древка, де в центрі та у верхній частині червоної смуги зображено національна емблема білого кольору. |
|        | 1988–дотепер | Прапор держави Палестина             | Три горизонтальні смуги чорного, білого та зеленого кольорів і червоний рівносторонній трикутник розташований на боці древка. |
|        | 1971–дотепер | Прапор Катару                        | Темно-бордове поле з білою зубчастою смугою з дев’ятьма точками з боку древка. |
|        | 1973–дотепер | Прапор Саудівської Аравії            | Зелене поле з Шагадою в письмі Тулут білою горизонтальною шаблею, вістря якої вказує на бік древка, у центрі. Прапор виготовляється з різною лицьовою та зворотною сторонами, так що шахада читається і шабля правильно спрямована справа наліво з обох сторін. Шахада написана як «lā ʾilāha ʾillā-llāh, muhammadun rasūlu-llāh», що арабською означає «Немає бога, крім Аллаха; Мухаммад — Посланник Його». |
|        | 1954–дотепер | Прапор Сомалі                        | Блакитний фон і біла зірка. |
|        | 1970–дотепер | Прапор Судану                        | Три горизонтальні смуги червоного, білого та чорного кольорів і зелений рівнобедрений трикутник розташований на боці древка. |
|        | 2024–дотепер | Прапор Сирії                         | Три горизонтальні смуги червоного, білого та чорного кольорів та дві зелені п'ятипроменеві зірки, які розташовані горизонтальною лінією в центрі білої смуги. |
|        | 1827–дотепер | Прапор Тунісу                        | Червоне поле з великим білим диском у центрі, на якому червоний півмісяць майже оточує червону п'ятипроменеву зірку. |
|        | 1971–дотепер | Прапор Об'єднаних Арабських Еміратів | Три горизонтальні смуги зеленого, білого та чорного кольорів і червона вертикальна смуга розташовані збоку древка. |
|        | 1990–дотепер | Прапор Ємену                         | Три горизонтальні смуги червоного, білого та чорного кольорів. |

## Старі арабські національні прапори
| Прапор | Тривалість           | Використання                                                             | Опис |
| ------ | -------------------- | ------------------------------------------------------------------------ | --- |
|        | 1917–1920            | Прапор арабського повстання                                              | Прапор містить чотири панарабські кольори: чорний, білий, зелений і червоний. По прапору спускаються три горизонтальні смуги: чорна, зелена і біла. На стороні древка прапора також є червоний трикутник. |
|        | 1958                 | Прапор Арабської федерації Іраку і Йорданії                              | Прапор являє собою триколір із трьох рівновеликих горизонтальних смуг (чорної, білої та зеленої зверху вниз), на які накладається червоний трикутник, що виходить із древка.                              |
|        | 1972–1977            | Прапор Федерації Арабських Республік                                     | Прапор являє собою горизонтальний триколор червоного, білого і чорного кольорів із золотим яструбом курайшитів, розміщеним у центрі на білій смузі.                                                       |
|        | 1958–1972            | Прапор Об'єднаної Арабської Республіки                                   | Три горизонтальні смуги червоного, білого та чорного кольорів та дві зелені п'ятипроменеві зірки, які розташовані горизонтальною лінією в центрі білої смуги.                                             |
|        | 1972–2002            | Прапор Емірату Бахрейн                                                   | |
|        | 1963–1975            | Прапор Держави Коморські острови                                         | |
|        | 1975–1978            | Прапор Держави Коморські острови                                         | |
|        | 1978–1992            | Прапор Федеральної Ісламської Респу́бліки Комо́рських Острові́в             | |
|        | 1992–1996            | Прапор Федеральної Ісламської Респу́бліки Комо́рських Острові́в             | |
|        | 1996–2001            | Прапор Федеральної Ісламської Респу́бліки Комо́рських Острові́в             | |
|        | 1922–1958            | Прапор Єгипетського королівства                                          | |
|        | 1916–1925            | Прапор Хіджазу                                                           | |
|        | 1926–1932            | Прапор Королівства Неджду і Хіджазу                                      | |
|        | 1924–1959            | Прапор Королівства Ірак                                                  | |
|        | 1959–1963            | Прапор Республіки Ірак                                                   | |
|        | 1963–1991            | Прапор Республіки Ірак                                                   | |
|        | 1991–2004            | Прапор Республіки Ірак                                                   | |
|        | 2004–2008            | Прапор Республіки Ірак                                                   | |
|        | 1969–1972            | Прапор Арабської республіки Лівія                                        | |
|        | 1977–2011            | Прапор Лівійської Арабської Джамахирії                                   | |
|        | 1959–2017            | Прапор Ісламської Республіки Мавританія                                  | |
|        | 1921–1926            | Прапор Неджду                                                            | |
|        | 1932–1934            | Прапор Королівства Саудівська Ара́вія                                     | |
|        | 1934–1938            | Прапор Королівства Саудівська Ара́вія                                     | |
|        | 1938–1973            | Прапор Королівства Саудівська Ара́вія                                     | |
|        | 1956–1970            | Прапор Республіки Судан                                                  | Горизонтальний триколор синього (що символізує Ніл), жовтого (що символізує Сахару) та зеленого кольору (що символізує сільськогосподарські угіддя).                                                      |
|        | 1920                 | Прапор Арабського Королівства Сирія                                      | |
|        | 1932–1958, 1961–1963 | Прапор Підмандатної Сирійської Республіки і Другої Сирійської Республіки | |
|        | 1963–1972            | Прапор Сирійської Арабської Республіка                                   | |
|        | 1968–1971            | Прапор Договірного Оману                                                 | |
|        | 1918–1923            | Прапор Єменського Мутаваккілітського Королівства                         | |
|        | 1923–1927            | Прапор Єменського Мутаваккілітського Королівства                         | |
|        | 1927–1962            | Прапор Єменського Мутаваккілітського Королівства                         | |
|        | 1962–1990            | Прапор Єменської Арабської Республіки                                    | |
|        | 1379–1967            | Прапор Катірі Султанату Гадрамаут                                        | |
|        | 1967–1990            | Прапор Народної Демократичної Республіки Ємен                            | |
|        | 1856–1896            | Прапор Султанату Занзібар                                                | |
|        | 1963–1964            | Прапор Султанату Занзібар                                                | |

## Арабські організації
| Прапор | Тривалість   | використання                                                 | опис |
| ------ | ------------ | ------------------------------------------------------------ | --- |
|        |              | Прапор Ліги арабських держав                                 | |
|        |              | Прапор Ради співробітництва арабських держав Перської затоки | |
|        | 1947–дотепер | Прапор партії Баас                                           | Три однакові горизонтальні смуги (чорна, біла та зелена зверху вниз), на які накладається червоний трикутник, що виходить із древка. Це панарабські кольори . |

## Інші арабські території
| Прапор | Тривалість                                      | використання                                                                        | опис |
| ------ | ----------------------------------------------- | ----------------------------------------------------------------------------------- | --- |
|        | 1964–дотепер                                    | Прапор Організації визволення Палестини та Палестинської національної адміністрації | Ідентичний прапору держави Палестина |
|        | 1976–дотепер                                    | Прапор Сахарської Арабської Демократичної Республіки                                | |
|        | 1996–дотепер                                    | Прапор Сомаліленду                                                                  | |
|        | 1932–1958, 1961–1963, 2012–до теперішнього часу | Прапор Сирії, як стверджує сирійська опозиція                                       | Спочатку прапор використовувався для Сирійської Арабської Республіки, але потім (дещо інший) був використаний як прапор для сирійської опозиції |